# Алхімов Володимир Сергійович
Володимир Сергійович Алхімов (нар. 25 жовтня 1919, село Нікуліно Смоленської губернії, тепер Смоленського району Смоленської області, Російська Федерація — 9 січня 1993, місто Москва) — радянський державний діяч, голова правління Державного банку СРСР. Кандидат у члени ЦК КПРС у 1981—1982 роках. Член ЦК КПРС у 1982—1986 роках. Депутат Верховної Ради СРСР 9—11-го скликань. Герой Радянського Союзу (24.03.1945). Кандидат економічних наук (1951).

## Життєпис
Народився в селянській родині. Закінчив семирічну школу. У 1935—1938 роках — студент бюджетного відділення Смоленського фінансово-економічного технікуму за спеціальністю «інспектор держбюджету». У 1938 році як відмінник навчання був направлений на навчання в Ленінградський фінансово-економічний інститут.
У червні 1941 року пішов з інституту на фронт добровольцем. До липня 1941 року навчався в Череповецькому піхотному училищі. У липні 1941 — жовтні 1942 року — заступник політичного керівника роти, старший писар штабу і завідувач діловодством штабу 19-го стрілецького полку Ленінградського фронту.
Член ВКП(б) з 1942 року.
У жовтні 1943 року закінчив 3-е Ленінградське артилерійське училище, що знаходилося в евакуації в місті Костромі.
У грудні 1943 — січні 1944 року — завідувач діловодства відділу кадрів 5-го артилерійського корпусу прориву, в січні 1944 — травні 1945 року — командир взводу управління, командир батареї і начальник топографічної служби 261-го гвардійського гарматно-артилерійського полку. Воював на Ленінградському, Західному і 3-му Білоруському фронтах. Закінчив артилерійське училище.
За мужність і героїзм, проявлені в боях з німецько-фашистськими загарбниками, Указом Президії Верховної Ради СРСР від 24 березня 1945 року гвардії лейтенанту Алхімову Володимиру Сергійовичу присвоєно звання Героя Радянського Союзу з врученням ордена Леніна і медалі «Золота Зірка».
Учасник радянсько-японської війни 1945 року. Служив начальником топографічної служби 261-го гвардійського гарматно-артилерійського полку Забайкальського фронту. Брав участь в Хінгано-Мукденській операції. Після війни продовжував службу в артилерії начальником топографічної служби артилерійської бригади в Північній Кореї. З серпня 1946 року — в запасі.
У листопаді 1946 року повернувся до Ленінградського фінансово-економічного інституту, який закінчив у 1947 році.
У 1947—1950 роках — слухач Всесоюзної академії зовнішньої торгівлі. У 1950 році захистив кандидатську дисертацію, став кандидатом економічних наук.
У 1950—1955 роках — завідувач відділу цін, у 1955—1958 роках — заступник директора Науково-дослідного кон'юнктурного інституту Міністерства зовнішньої торгівлі СРСР.
У 1958—1960 роках — торговий радник СРСР у Сполучених Штатах Америки.
У 1960—1961 роках — заступник начальника, в 1961—1967 роках — начальник головного валютного управління Міністерства зовнішньої торгівлі СРСР.
У 1967 — жовтні 1976 року — заступник міністра зовнішньої торгівлі СРСР.
11 жовтня 1976 — 10 січня 1986 року — голова правління Державного банку СРСР.
З січня 1986 року — персональний пенсіонер союзного значення в Москві.
Помер 9 січня 1993 року. Похований в Москві на Новодівочому цвинтарі (ділянка № 10).

## Звання
- старший лейтенант
- капітан (1965)

## Нагороди
- Герой Радянського Союзу (24.03.1945)
- три ордени Леніна (24.03.1945; 17.12.1966; 24.10.1979)
- два ордени Вітчизняної війни І ст. (17.08.1944; 11.03.1985)
- орден Трудового Червоного Прапора (22.09.1971)
- орден Червоної Зірки (14.02.1945)
- орден «Знак Пошани» (31.07.1958)
- медалі
- Почесний громадянин міста Смоленська (1979)